# Кълъмбъс Блу Джакетс
„Кълъмбъс Блу Джакетс“ е отбор от НХЛ, основан в Кълъмбъс, Охайо, Съединените американски щати.
Състезава се в Западната конференция, Северозападна дивизия.

## Факти
Основан: 2000 (номиниран през юни 1997)
Цветове на екипите: синьо и червено
Арена: Нейшънуайд Арена
Талисман: Стингър